# The Legend of Bagger Vance
The Legend of Bagger Vance is een Amerikaanse film uit 2000 geregisseerd door Robert Redford. De hoofdrollen worden vertolkt door Will Smith en Matt Damon. De film is gebaseerd op het boek van Steven Pressfield.

## Verhaal
De film speelt in 1928 in Savannah in de Verenigde Staten.
Rannulph Junnah is de beste golfspeler in Savannah. Als de Eerste Wereldoorlog aanbreekt, moet hij naar Europa gaan om te vechten. Hij is de enige die de missie overleeft, maar heeft moeite de draad van zijn leven weer op te pakken en keert pas na 15 jaar terug. 
Adele Invergordon, de toenmalige vriendin van Rannulph, was het rijkste meisje uit Savannah. Haar vader pleegt tijdens de Depressie zelfmoord en zij erft een golfbaan. Door de Depressie heeft ze veel schulden; zij organiseert een demonstratie-golftoernooi in de hoop leden te werven en nodigt de twee beste golfspelers van het moment uit, Bobby Jones uit Georgia, o.a. 5x Amateurkampioen en 4-voudig winnaar van het US Open, en Walter Hagen, 4-voudig winnaar van het Britse Open en 5-voudig winnaar van het US PGA Kampioenschap. De dorpelingen dringen aan dat er ook iemand deelneemt van hun dorp. Rannulph is de beste optie, maar hij weigert de uitdaging omdat hij al 15 jaar niet meer gegolfd heeft en zijn swing kwijt is. Een kleine bewonderaar uit het dorp haalt hem over toch mee te doen. Hij krijgt daarbij de hulp van Bagger Vance, die hem in 1916 heeft zien spelen en in hem gelooft. Hij wil zijn caddie zijn en hem helpen zijn swing terug te vinden.
Bobby Jones en Walter Hagen spelen die zaterdag 36 holes in par, terwijl Junnah op +8 komt te staan. Na de ochtendronde op zondag staat Junnah nog maar op één slag achterstand. In de kleedkamer vertelt Bobby Jones dat hij na deze wedstrijd geen toernooien meer zal spelen. 's Middags lijkt Junnah te winnen. Het wordt al donker, en auto's verlichten de green. Per ongeluk beweegt hij zijn bal, wat hij aan de anderen meldt, en waarvoor hij een strafslag krijgt. Alle spelers eindigen met dezelfde score. Hagen speelt sindsdien alleen nog demonstratie wedstrijden, Bobby Jones stopt helemaal met wedstrijdspelen.

## Rolverdeling
| Acteur              | Personage         |
| ------------------- | ----------------- |
| Will Smith          | Bagger Vance      |
| Matt Damon          | Rannulph Junuh    |
| Charlize Theron     | Adele Invergordon |
| Bruce McGill        | Walter Hagen      |
| Joel Gretsch        | Bobby Jones       |
| J. Michael Moncrief | Hardy Greaves     |
| Carrie Preston      | Idalyn Greaves    |
| Lane Smith          | Grantland Rice    |
| Peter Gerety        | Neskaloosa        |
| Michael O'Neill     | O.B. Keeler       |
| Thomas Jay Ryan     | Spec Hammond      |

## Prijzen en nominaties
- Saturn Award
  - Genomineerd: Beste mannelijke bijrol (Will Smith)
- Blockbuster Entertainment Award
  - Genomineerd: Favoriete acteur (Will Smith)
  - Genomineerd: Favoriete actrice (Charlize Theron)
- Golden Trailer
  - Genomineerd: Beste romantische film
- Image Award
  - Genomineerd: Beste acteur (Will Smith)
- Golden Satellite Award
  - Genomineerd: Beste cinematograaf (Michael Ballhaus)
  - Genomineerd: Beste muziek (Rachel Portman)
- Golden Goblet
  - Gewonnen: Beste technologie (Michael Ballhaus)
- Young Artist Award
  - Genomineerd: Beste jonge acteur (J. Michael Moncrief)